# Boulevard Haussmann
‎
Boulevard Haussmann, 2,53 quilômetros de comprimento do ‎‎8º‎‎ ao ‎‎9º arrondissement‎‎, é uma das amplas avenidas arborizadas criadas em ‎‎Paris‎‎ por ‎‎Napoleão III,‎‎ sob a direção de seu prefeito do Sena, Barão Haussmann.‎‎ ‎
O Boulevard Haussmann é em sua maioria forrado com blocos de apartamentos, cuja altura de cornice regulamentada dá um delineador agradável para o Boulevard. As ‎‎lojas‎‎ de ‎‎departamentos Galeries Lafayette‎‎ e ‎‎Au Printemps‎‎ estão localizadas nesta rua. ‎
‎De 1906 a 1919, o romancista ‎‎Marcel Proust‎‎ (1871-1922) viveu em 102. Lá, em seu quarto revestido de cortiça (agora em exposição no ‎‎Museu Carnavalet‎‎), ele escreveu a maior parte de ‎‎À la recherche du temps perdu‎‎. ‎‎Alan Bates‎‎ estrelou em ‎‎102 Boulevard Haussmann‎‎, uma peça de 1990 escrita por ‎‎Alan Bennett‎‎. ‎
‎No nº 158 está o ‎‎Museu Jacquemart-André.‎‎ ‎
‎O ‎‎impressionista‎‎ e patrono de outros artistas ‎‎Gustave Caillebotte‎‎ (1848-1894) pintou o Boulevard em muitas luzes diferentes à medida que os dias e estações mudavam. ‎
‎A Marks & Spencer‎‎, rede ‎‎britânica‎‎ de lojas de departamentos, abriu uma loja no Boulevard Haussmann em 1975, quando abriu sua primeira loja na Europa continental. ‎
‎No romance ‎‎de Ian Fleming‎‎ ‎‎ ‎‎Thunderball,‎‎ é descrito como "a rua mais sólida de Paris" e o local da sede da ‎‎SPECTRE.‎